# Clethrorasa
Clethrorasa là một chi bướm đêm thuộc họ Noctuidae.

## Các loài
- Clethrorasa micropuncta Holloway, 1989
- Clethrorasa pilcheri (Hampson, 1896)